# اوردورف
اوردورف (به آلمانی: Ohrdorf) یک منطقهٔ مسکونی در آلمان است که در ویتینگن واقع شده‌است. اوردورف ۴۶۳ نفر جمعیت دارد.